# ساکورایو

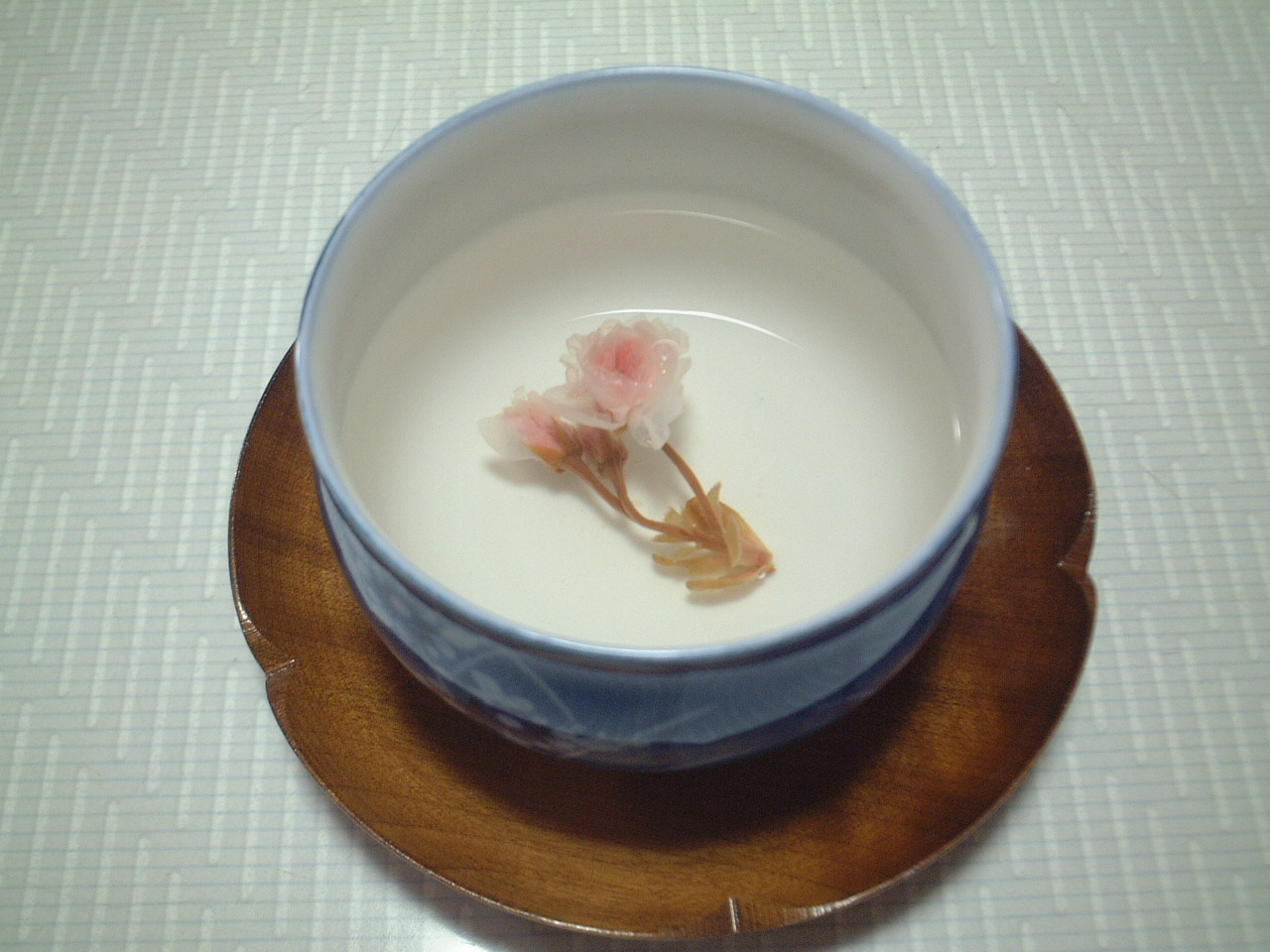
در ساکورایو برای نشان دادن نمادی از پیوند مابین دو نفر تنها ساکوراهایی بکار می‌روند که بصورت دوتائی به هم پیوسته باشند.

ساکورایو یا چای شکوفهٔ گیلاس (به ژاپنی: 桜湯 Sakurayu) یک نوشیدنی ژاپنی است که از شور ساکورا و آب جوش به وجود می‌آید. ساکورایو معمولاً در مراسمی که پیوند دو نفر جشن گرفته می‌شود، مانند خواستگاری یا جشن عروسی بجای چای سبز استفاده می‌شود. در این نوع چای ساکورای منفرد بکار نمی‌رود و باید ساکورا به صورت دوتائی و پیوسته باشد.

## تهیه شور ساکورا

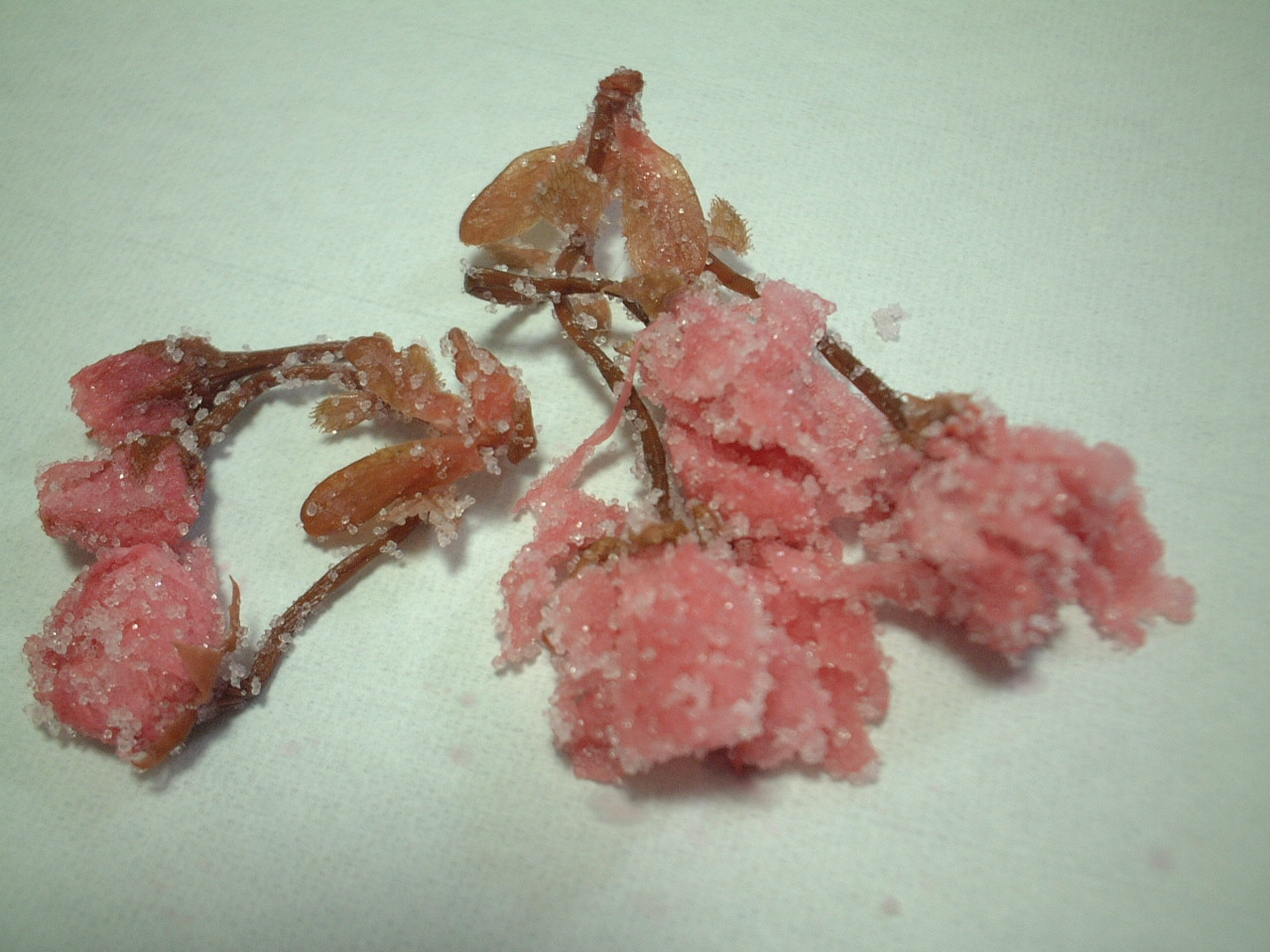
شور ساکورا.

در تهیهٔ  شور ساکورا از نمک و سرکه آلو استفاده می‌شود. ساکورا از نوع یائه-زاکورا (ساکورای پرگلبرگ) انتخاب می‌شود. بعد از تبدیل به شور گلبرگ‌های ساکورا جمع شده و پس از قرار گرفتن در آبجوش باز شده و زیبایی خاصی پیدا می‌کنند. شهر هادانو در استان کاناگاوا مرکز تهیهٔ شور ساکورا بوده و در حدود ۸۰ درصد این فراورده در این شهر تولید شده و از آنجا به سراسر ژاپن پخش می‌شود. شور ساکورا در تهیهٔ اونیگیری ساکورا و تزئین آنپان نیز به کار می‌رود.

## حمام آب معدنی
نام ساکورایو همچنین در سراسر ژاپن برای نامگذاری حمام آب معدنی نیز بکار می‌رود.